# Пашаев, Ариф Мир-Джалал оглы
Ари́ф Мир-Джала́л оглы́ Паша́ев (азерб. Arif Mir Cəlal oğlu Paşayev, род. 15 февраля 1934, Баку, ЗСФСР, СССР) — азербайджанский учёный, академик НАНА, доктор физико-математических наук, Лауреат Государственной премии Азербайджанской ССР (1991), Заслуженный деятель науки Республики Дагестан (2011), ректор Национальной академии авиации. Отец первой леди и вице-президента Азербайджана Мехрибан Алиевой.

## Биография
Ариф Пашаев родился 15 февраля 1934 года в Баку в семье Пашаевых, его отцом был известный азербайджанский писатель Мир Джалал Пашаев. Окончил радиофизический факультет Одесского института электротехники и связи. С 1959 года начал работать в Институте физики АН Азербайджанской ССР. В 1960—1964 гг. был аспирантом Института «Гиредмет» в Москве.
В 1966 году защитил кандидатскую диссертацию на тему «Бесконтактный метод измерения параметров полупроводников в высоких и сверхвысоких частотах и обработка материалов». В 1978 году защитив диссертацию на тему «Физические основы неразрушающих методов изучения полупроводников, принципы развития и перспективы применения», А. Пашаев стал доктором физико-математических наук.
С 1971—1996 гг. Ариф Пашаев руководил лабораторией «Измерение без погрешностей и физические способы контроля» Института физики НАН Азербайджана. В 1989 году был избран член-корреспондентом, а в 2001 году действительным членом НАН Азербайджана.
Ариф Мир-Джалал оглы Пашаев — профессор Азербайджанского технического университета, главный научный сотрудник Института физики НАН Азербайджана.
С 1996 года по настоящее время является ректором Национальной академии авиации.
Заслуженный деятель науки Азербайджанской Республики, президент Азербайджанской инженерной академии, академик Международной Инженерной Академии, Международной Транспортной Академии, Международной Экоэнергетической Академии, Международной Академии Наук, Международной Академии Информатизации. Лауреат премии имени академика Юсифа Мамедалиева.
5 февраля 2004 года Академик Ариф Пашаев, имеющий большие достижения в развитии науки и образования в Азербайджане, был награждён орденом «Слава».
В 2009 году награждён орденом «Шараф» за заслуги в развитии науки и образования Азербайджана.
По сообщению официального сайта главы государства в 2014 году Президент Азербайджана Ильхам Алиев подписал распоряжение о награждении Арифа Мирджалал оглы Пашаева орденом «Истиглал». Согласно информации, он награждён за плодотворную научную деятельность и особые заслуги в развитии образования в Азербайджане.

## Награды
- Орден «Независимость» (14 февраля 2014 года) — за плодотворную научную деятельность и особые заслуги в развитии образования в Азербайджанской Республике[5]
- Орден «Честь» (12 февраля 2009 года) — за большие заслуги в развитии науки и образования в Азербайджане[6]
- Орден «Слава» (14 февраля 2004 года) — за заслуги в развитии азербайджанской науки[7]
- Заслуженный деятель науки Республики Дагестан (29 сентября 2011 года, Республика Дагестан, Россия) — за большой вклад в развитие научного сотрудничества между Республикой Дагестан и Азербайджанской Республикой[8]
- Почётная грамота Республики Дагестан (17 марта 2004 года, Республика Дагестан, Россия) — за активное участие в укреплении дружбы и сотрудничества между народами Азербайджана и Дагестана[9]
- Золотая медаль имени Капицы (2009 год)[10]
- Диплом и большая золотая медаль Международной инженерной академии (2009 год)[11]
- Медаль и диплом «Передовой работник образования Азербайджана»[10]
- Орден «Инженерная слава» (2012 год, Азербайджанская инженерная академия)[12]
- Золотая медаль «XX юбилей Международной инженерной академии» (2012 год, Азербайджанская инженерная академия)[12]
- Медаль «Вэтэн овлады» (2005 год, журнал «Азербайджан дуньясы»)[13]
- Знак отличия «Золотой почётный знак» и диплом Международной инженерной академии (2016 год, Международная инженерная академия)[14]
- Алмазный знак Международной инженерной академии (2018 год)[15]
- Почётный доктор наук и почётный профессор Харьковского авиационного института Национального аэрокосмического университета Украины им. Н. Е. Жуковского (2019 год)[16]
- Почётный диплом и памятная медаль «Инженер года» (2015 год)[17]

## Собственность
С 2005 года Ариф Пашаев владеет чешской компанией RETRO — Inter s.r.o. Компании RETRO — Inter s.r.o. в городе Карловы Вары принадлежит квартира, дом в туристическом центре и пятизвездочный отель Retro Riverside Luxury Wellness Resort.

## Научная деятельность
Ариф Пашаев — автор более 300 опубликованных научных работ, 35 авторских свидетельств и патентов. Под его руководством подготовлено 12 кандидатов, 3 доктора наук.

## Избранные научные труды
- Пашаев А., Садыхов Р., Самедов А. Численное моделирование температурных полей в элементах авиационных газовых турбин // Научный вестник Московского государственного технического университета гражданской авиации. — Московский государственный технический университет гражданской авиации, 2005. — С. 109—120.

- Пашаев А., Аскеров Д., Садыхов Р., Самедов А. Методы расчета тепловой защиты лопаток газовых турбин // Вестник Московского государственного технического университета им. Н.Э. Баумана. Серия: Машиностроение. — Московский государственный технический университет им. Н.Э. Баумана, 2007. — С. 102—116. — ISSN 0236-3941.

- Пашаев А., Садыхов Р., Абдуллаев П. Метод нечетко-нейронной идентификации технического состояния авиационных газотурбинных двигателей // Научный вестник Московского государственного технического университета гражданской авиации. — Московский государственный технический университет гражданской авиации, 2005. — С. 93—100.

- Пашаев А.М., Тагиев Б.Г., Абушев С.А.,Тагиев О.Б. Люминесценция кристалла EuGa2Se4 // Фундаментальные проблемы физики. — Мордовский Государственный педагогический институт, 2012. — Т. 1. — С. 25—29. — ISBN 978-5-8156-0436-0.

- A. M. Pashaev, A. R. Gasanov, V. Z. Sultanov, E. S. Nakhmedov and K. F. Abduragimov. Acoustic-optical time-dividing channeling system (недоступная ссылка — история) (англ.) // Radioelectronics and Communications Systems. — Springer. — Vol. 52. — P. 103—105.

- A. M. Pashaev, A. R. Gasanov and Kh. I. Abdullaev. An acousto-optical converter of videosignal temporal scale (недоступная ссылка — история) (англ.) // Radioelectronics and Communications Systems. — Springer. — Vol. 51. — P. 53—56.

- A. M. Pashaev, R. A. Sadykhov, F. T. Ildyz and Kh. T. Karabork. Geofield parameter recovery (недоступная ссылка — история) (англ.) // Measurement Techniques. — Springer. — Vol. 49. — P. 1169.